# 紅大衛盾會

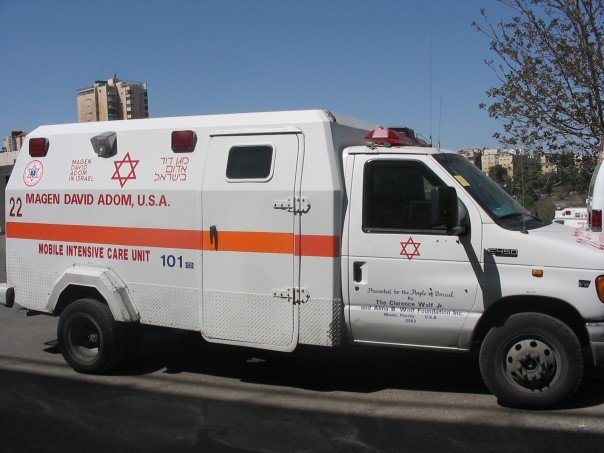
装甲移动重症监护病房

红大卫盾会（英語：Magen David Adom，缩写为 MDA或Mada）是以色列全国性的紧急医疗、灾害、救护车和血库服务机构。2006年6月，红大卫盾会作为以色列的国家红会获得了红十字国际委员会的正式承认，并成为红十字会与红新月会国际联合会的成员。

## 历史

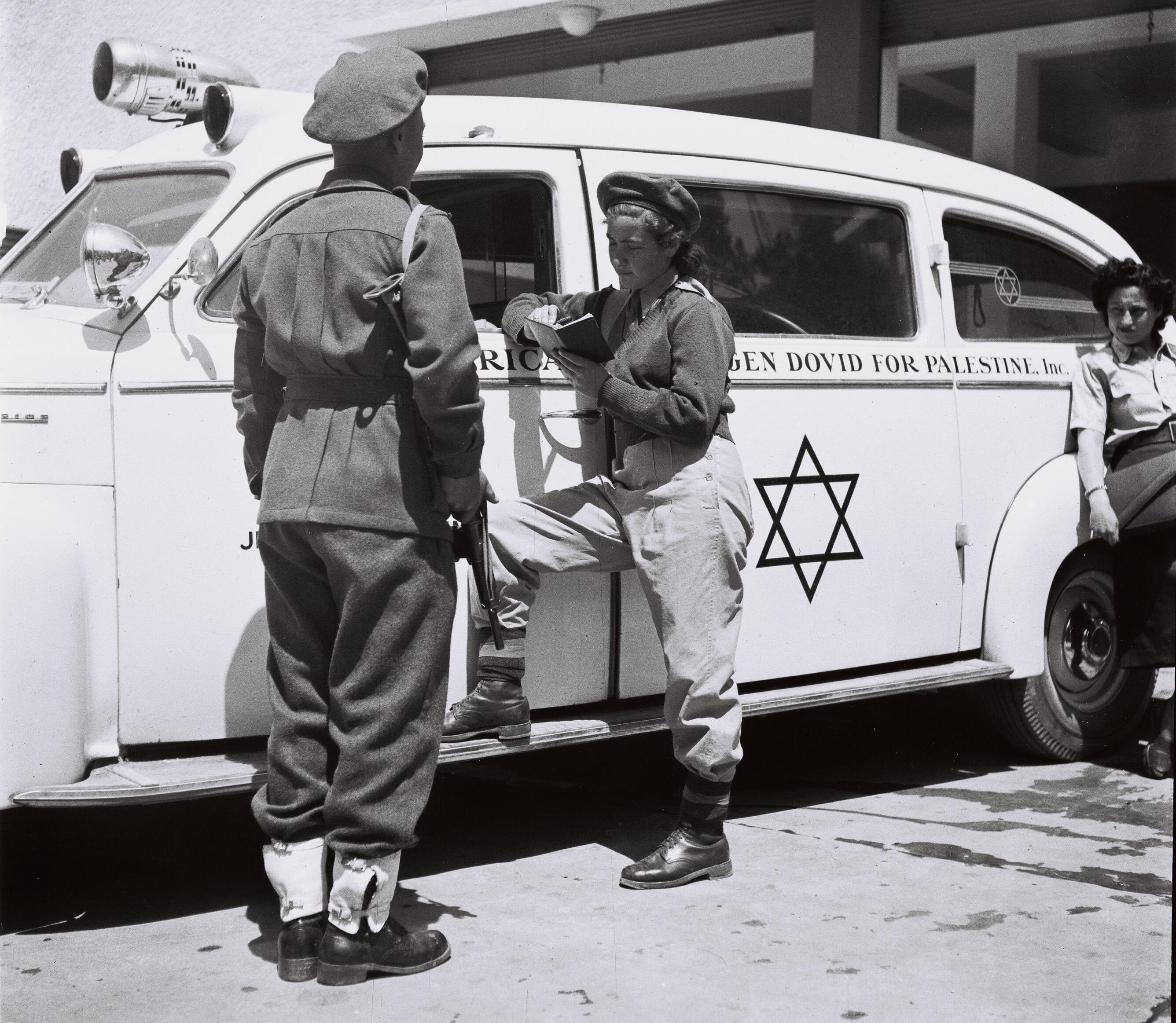
红大卫盾会的救护车，1948年6月

1930年，红大卫盾组织由卡伦·特南鲍姆（Karen Tenenbaum）护士创建，是一个仅在特拉维夫设有分支机构的志愿者协会。在耶路撒冷和海法（Haifa）开设分支机构之后，该组织在5年之后扩展成一个全国性组织，为公众（不仅包括犹太人，也包括阿拉伯人、穆斯林和基督徒）提供医疗服务。1950年7月12日，以色列议会通过法律，宣布红大卫盾会正式成为以色列的国家急救服务机构。
- 执行国家红会的职能，在战时作为以色列国防军医疗服务机构的附属机构，并在和平时期为此做好准备；

提供一般性的急救服务；
- 提供储存血液、血浆及其副产品的服务；
- 在急救和院前应急药品方面提供指导；
- 维持志愿者网络，并为他们提供急救培训以及包括流动重症监护在内的基本和高级生命支持方面的培训。
- 运送患者、临产妇女，并疏散交通事故中的伤亡人员；
- 运送医生、护士和医辅人员。

## 志愿者

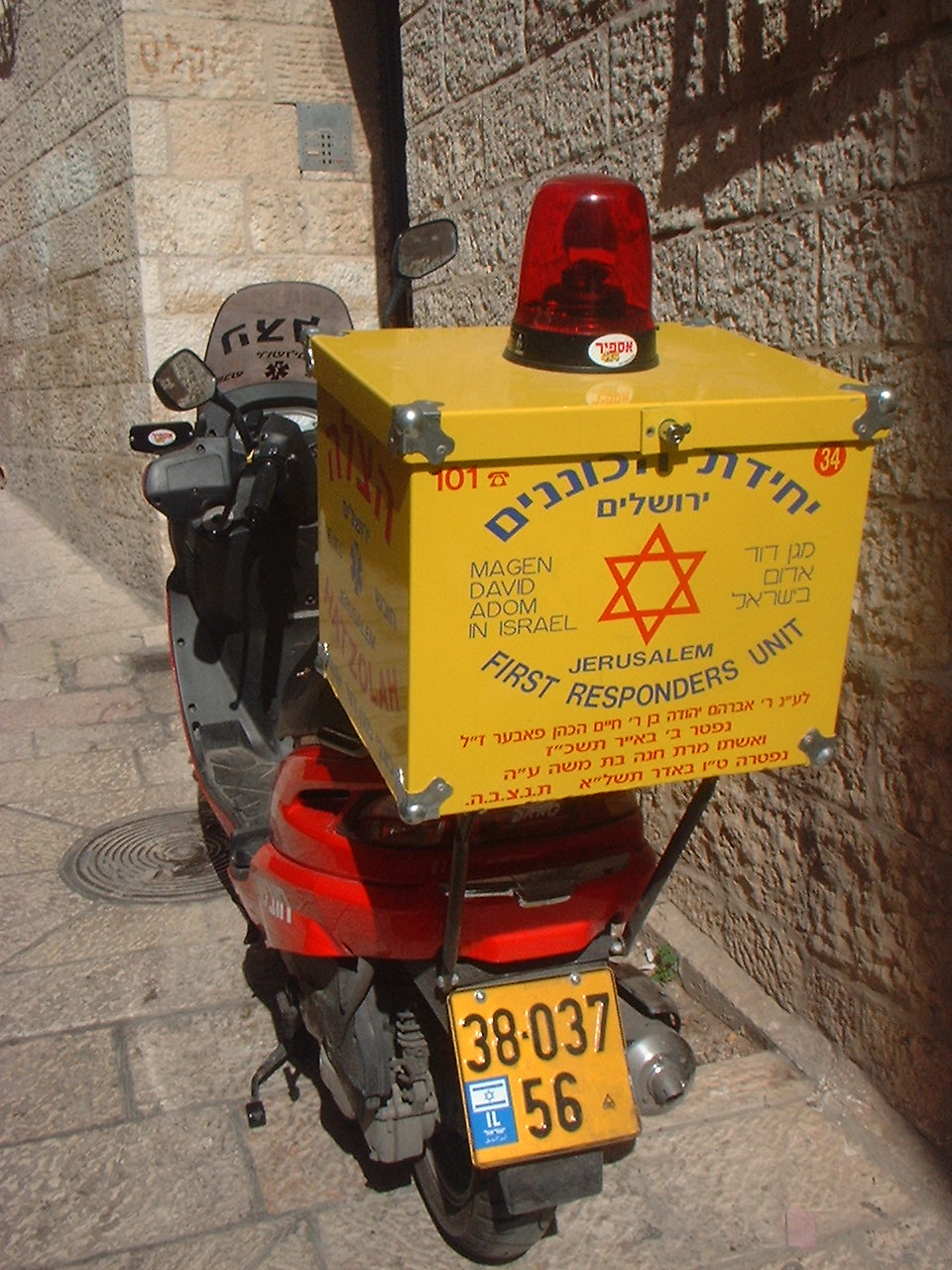
红大卫盾会在耶路撒冷旧城的首个响应点

与许多其他以色列机构一样，红大卫盾会的主要工作人员都是志愿者，每年有1万多人为其提供超过100万小时的志愿服务。加入红大卫盾会基础急救课程并成为一名志愿者的最低年龄是15岁。
2001年以来，年龄达到18岁或以上的国际志愿者可来以色列参加为期两个月的约哈伊·波拉特（Yochai Porat）国际志愿者项目。该项目是以其创建者和首位协调官的名字命名的。约哈伊·波拉特于2002年3月3日在以色列国防军中作为战地医生服预备役时被一名狙击手杀死。所有志愿者都要参加一个含60学时的课程，课程内容涉及各种主题，从普通疾病到创伤以及大规模人员伤亡事件。完成课程的学员会被派往全国各地，与当地志愿者一起在救护车中提供初步医疗救护。

## 现状

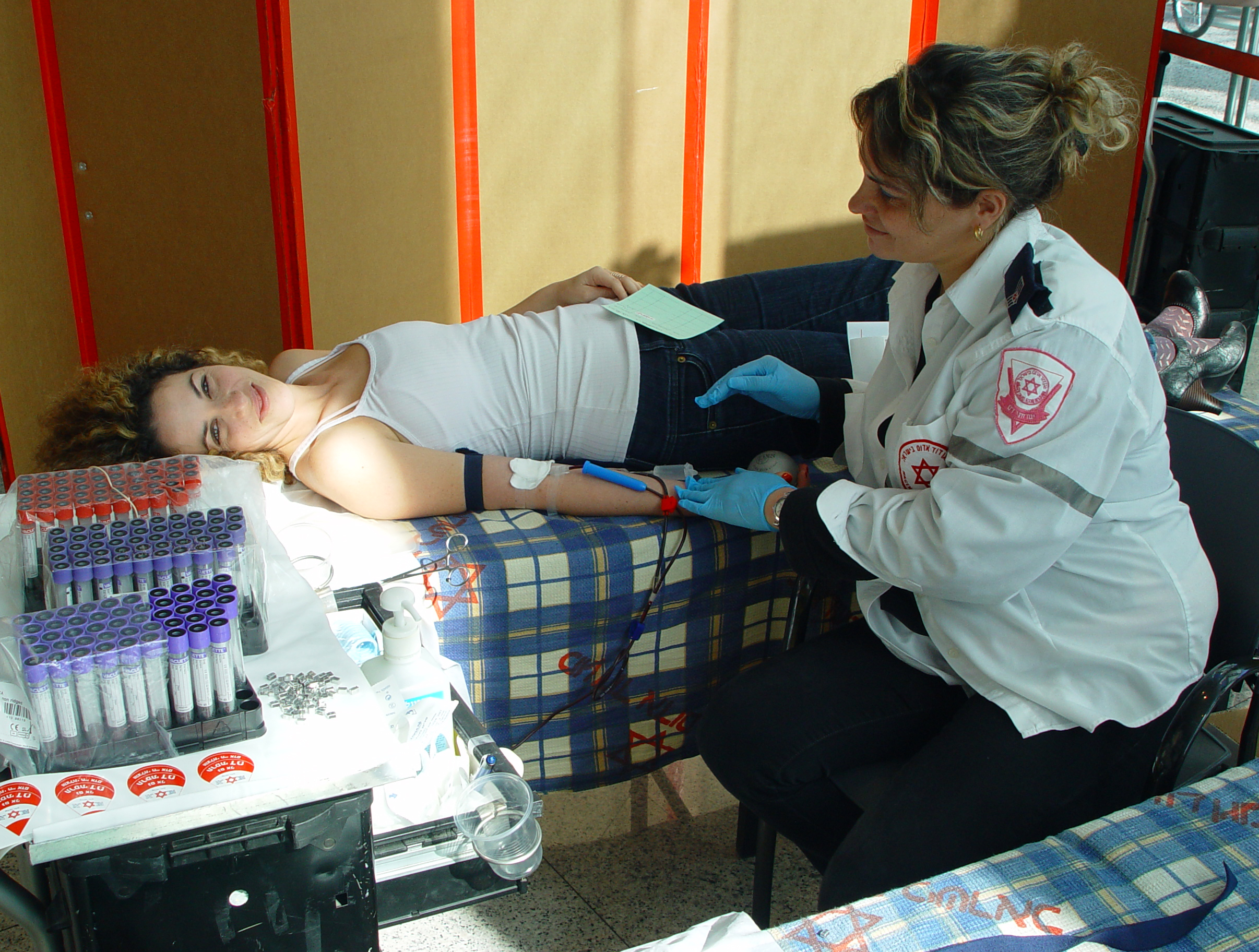
红大卫盾会的捐血活动，2009年

虽然红大卫盾会目前拥有约1200名紧急救护技术员、护理人员和急救医师，但该组织仍严重依赖于1万多名志愿者在救护行动和行政管理方面开展工作。红大卫盾会总部及其血库位于该国中心的特拉-哈绍梅尔（Tel HaShomer）。该组织在全国管理着95个急救站，拥有700多辆救护车，其中包括流动重症监护车、大规模人员伤亡事件专用救护车以及装甲救护车。大部分车辆都是能够提供基础生命支持的普通大小的面包车。这些车被称为“Lavan”（在希伯来语中是白色的意思），这是由于其外观是白色的，而且为了与两侧有橙色条纹的流动重症监护车相区别。救护车上的工作人员通常都是紧急救护技术员，通常与美国的初级和中级紧急救护技术员水平相当。流动重症监护车与美国的二型救护车类似，配有护理人员和医生，仅应对最严重的病例。他们被称为“Natan”（如果有医生在车上）或“Atan”（如果只有护理人员和紧急救护技术员在车上）。大型救护站拥有专门车队（被称为“Taaran”），负责应对自然灾害或恐怖主义袭击等大规模人员伤亡事件。
以色列空军669支队驾驶医疗后送直升机来提供空中急救服务，然而红大卫盾会从德国进口了4架MBB Bo 105，并计划利用它们来加快在周边地区的反应速度。20世纪70年代红大卫盾会曾尝试使用独立直升机服务机构，但由于成本太高而没有成功。

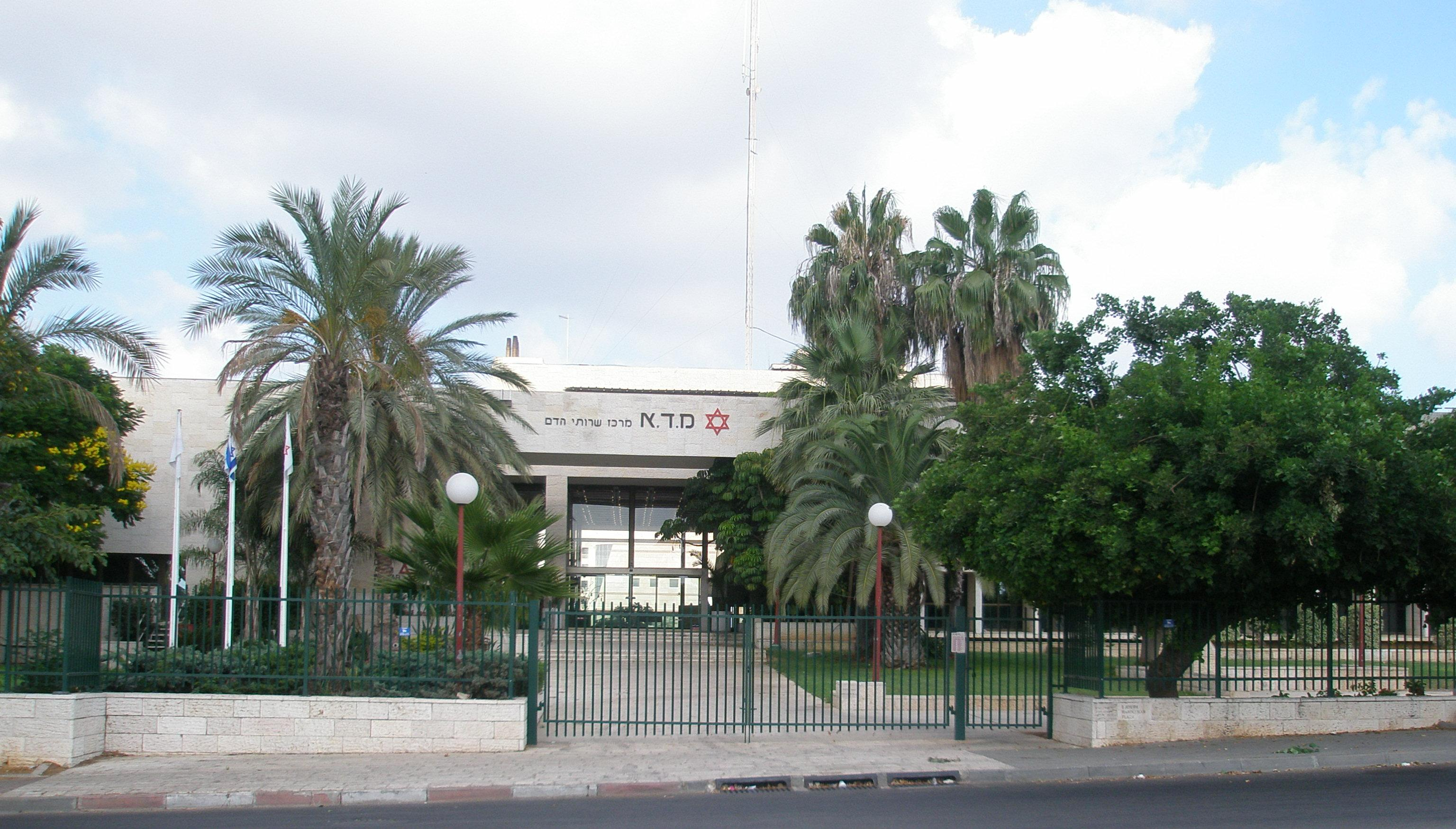
“血液银行”

在民事紧急医疗服务机构中，红大卫盾会的独一无二之处在于，根据《日内瓦公约》其具有国家红会的职责，在战时能够成为以色列国防军的附属机构。

## 成为红十字的一员

红大卫盾会标志（仅能用于以色列境内使用）

从创立到2006年，红大卫盾会一直未能成为国际红十字与红新月运动的一员，因为该组织拒绝使用帶有基督教及伊斯蘭教意味的紅十字及紅新月標誌，而堅持使用己方帶有猶太教色彩的红大卫盾标志。
被拒的理由主要是考虑到标志泛滥的问题；1929年大会通过了红新月及红狮与太阳标志，但对接受更多标志实施了限制。而红大卫盾标志直到1931年才提交给红十字国际委员会。
虽然红十字标志本來无意成为宗教标志，但常常被认为具有宗教意义。对于使用帶有宗教意味的标志，非基督教及伊斯蘭教的印度、锡兰和前苏联也曾提出类似抗議，但均遭到红十字国际委员会的拒绝，最後这些国家为加入红十字运动都接受了紅十字標志，並接納红十字為運動创始国瑞士国旗逆轉色的解釋。瑞士是红十字与红新月运动的起源地。

红水晶标志_{：红大卫盾会可在以色列境外時使用}

新标志_{：红大卫盾会可在獲允许使用的国家中使用}

土耳其和埃及因对红十字的顾虑，而仍使用伊斯兰红新月标志，但他们于1929年获准成为红十字运动的一员。红十字国际委员会的批评者认为这是一种歧视。
在2000年3月致《国际先驱报》的一封信中，当时美国红十字会会长伯纳丁·希利（Bernadine Healy）博士写道：“国际委员会对标志泛滥的恐惧是一块可怜的遮羞布，几十年来一直用来将红大卫盾会排除在外。”作为抗议，自2000年5月以来美国红十字会拒付了红十字会与红新月会国际联合会数百万美元的行政管理费用。
自20世纪90年代中期起，红大卫盾会与红十字国际委员会的合作变得日益广泛而频繁，例如，为加强两组织合作的费用达到了220万美元，2000年双方签订了一份两年合作声明，红十字国际委员会还在红大卫盾会总部设立了常驻工作人员，并为红大卫盾会的血库活动提供广泛支持。此外，红大卫盾会还与多个国家红会签订了双边合作协议。
2005年12月7日，《日内瓦公约》缔约国外交会议通过了《1949年日内瓦四公约第三附加议定书》，引入了一个新的宗教中立标志——红水晶。这一“第三议定书标志”被誉为一个真正的全球性标志，不具有任何宗教、种族或政治含义。新标志是一个红色正方形框旋转45度。根据《第三附加议定书》的规定，红大卫盾会可以继续使用红大卫盾作为其在以色列境内的唯一识别性标志。对于在国外的活动，红大卫盾会可以根据其所开展行动国家的具体情况，決是是否将红大卫盾嵌入红水晶标志中或单独使用红水晶标志作为识别性标志。
2006年6月22日，国际红十字与红新月运动章程采纳红水晶标志，使其具有与红十字和红新月同等的地位，此后，红大卫盾会获得了红十字国际委员会的承认，并成为红十字会与红新月会国际联合会的正式成员。

## 寻人服务

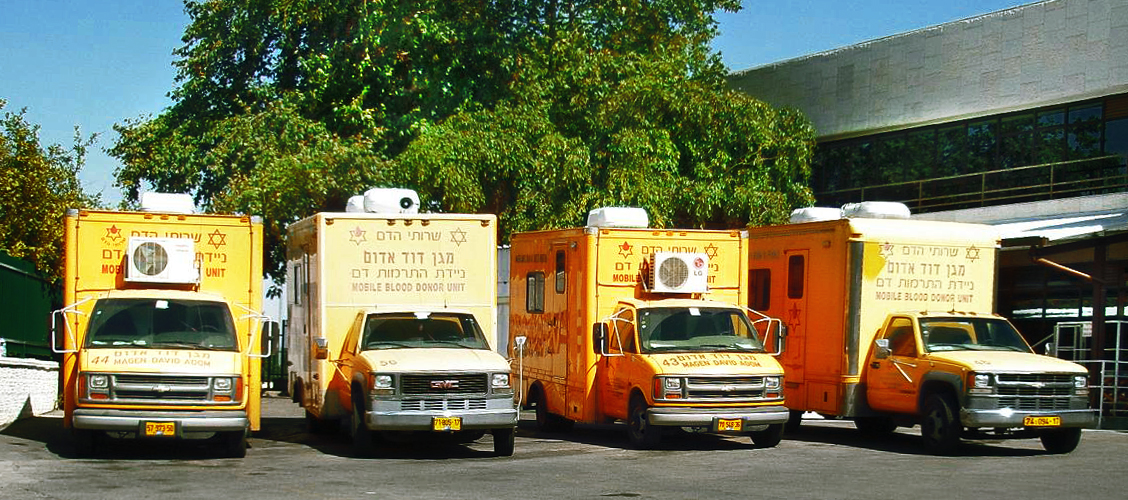
红大卫盾会的移动献血站

红大卫盾会寻人服务的设立旨在帮助确定在大屠杀中失踪的亲属。2000至2007年间，该服务机构处理了5000份申请。

## 內部連結
- 國際紅十字與紅新月運動
- 各國紅十字會
- 紅十字國際委員會
- 紅十字會與紅新月會國際聯合會